# Менк Володимир Карлович
Менк Володи́мир Ка́рлович (1 (13) лютого 1856, Архангельськ — 1920, Київ) — російський та український художник, майстер пейзажу.

## Життєпис
Народився у 1856 році. У 1876–1878 роках навчався у рисувальній школі при Товаристві підтримки художників, по закінченні якої отримав медаль. У 1878–1881 роках продовжив навчання у Петербурзькій академій мистецтв, а також брав уроки у І. М. Крамського та І. І. Шишкіна.
У 1880 році за картину «Ранок на болоті» отримав другу премію Товариства підтримки художників. Цю картину незабаром придбав П. М. Третьяков для своєї колекції. З 1882 року Менк регулярно бере участь у виставках передвижників, а також у закордонних вернісажах у Берліні, Лондоні та Венеції.
З 1892 року Менк викладав у Київській Рисувальній школі М. Мурашка, з 1901-го і до своєї смерті у 1920 році — у Київському художньому училищі.
Мешкав в Києві по Діонісійському провулку в будинку 5, кв. 6.

## Цікаві факти
З Володимира Менка І. Рєпін писав етюд для своєї картини «Іван Грозний та його син Іван». Рєпін уявляв царевича Івана як молодого світловолосого чоловіка, яким був Менк, проте у кінцевому варіанті картини моделлю для Івана став відомий тоді письменник В. М. Гаршин.

## Галерея

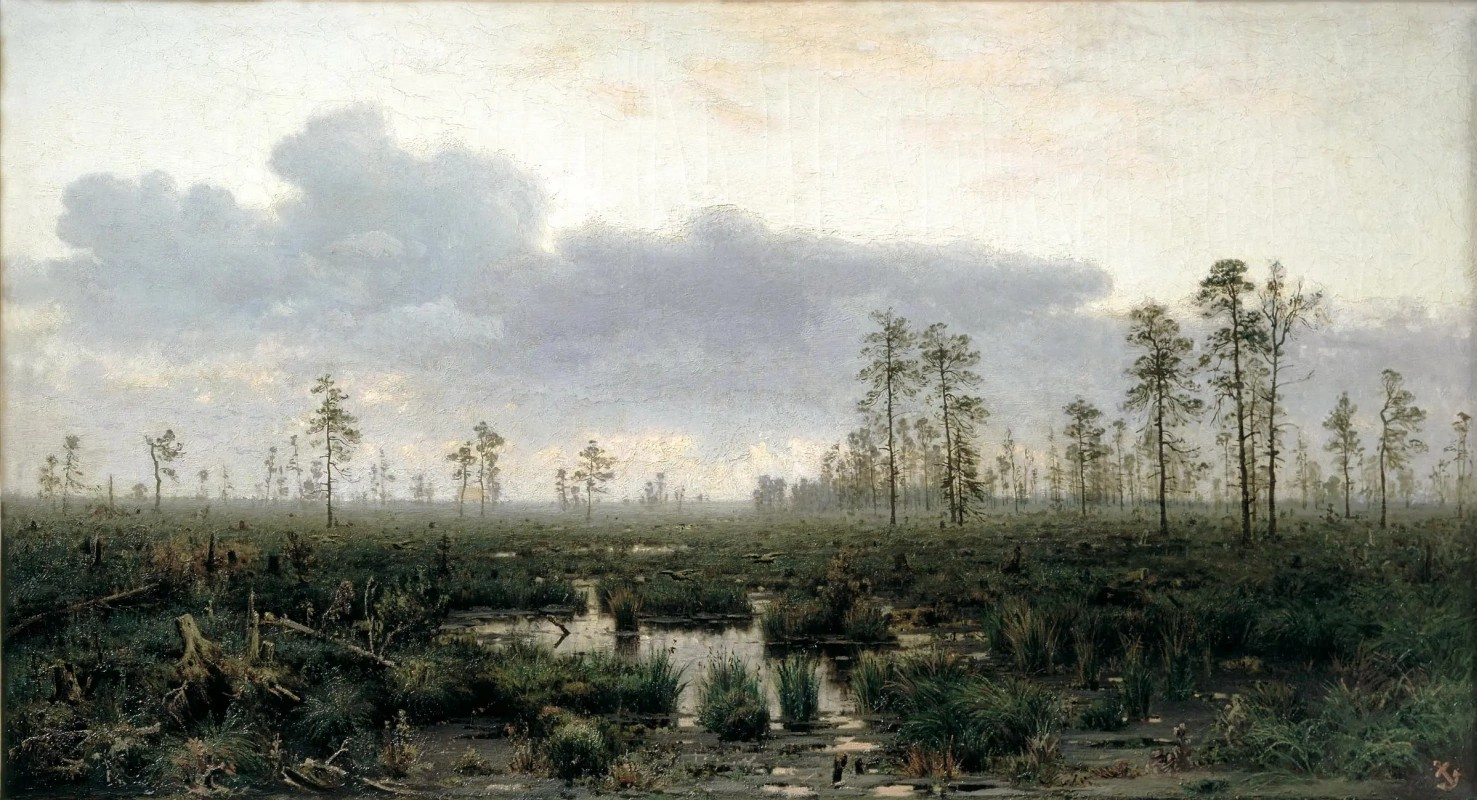
Ранок на болоті
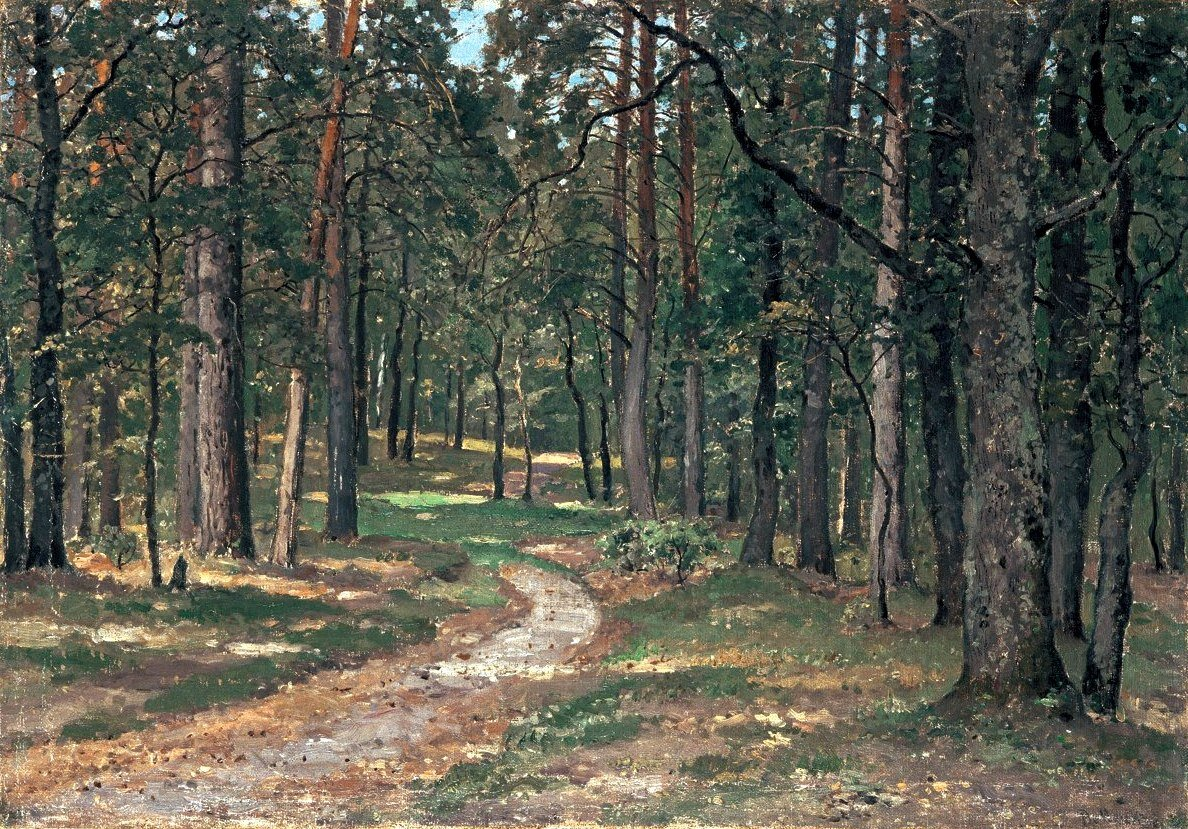
Стежка у лісі
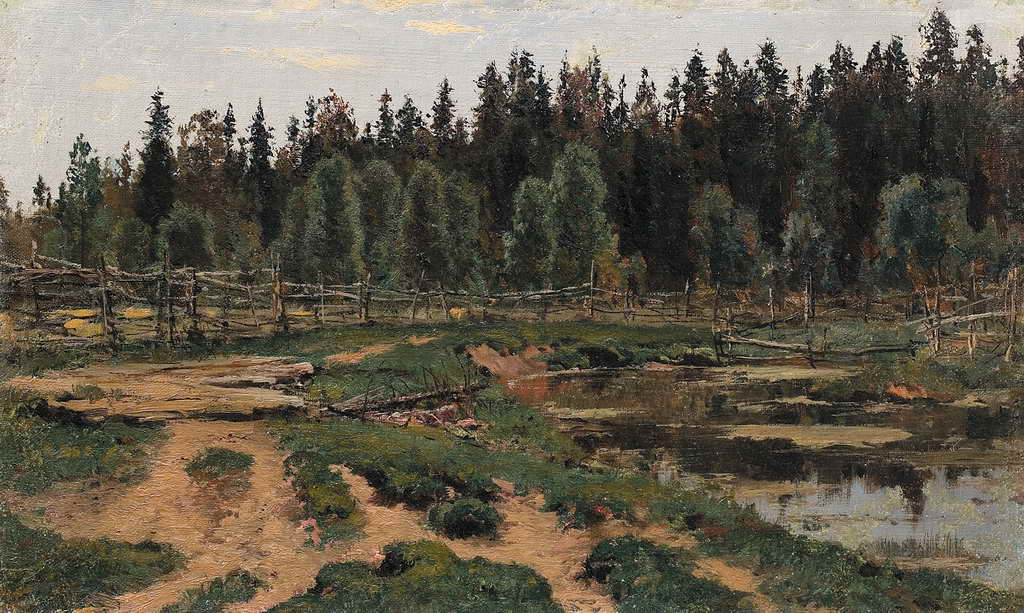
Лісове озеро
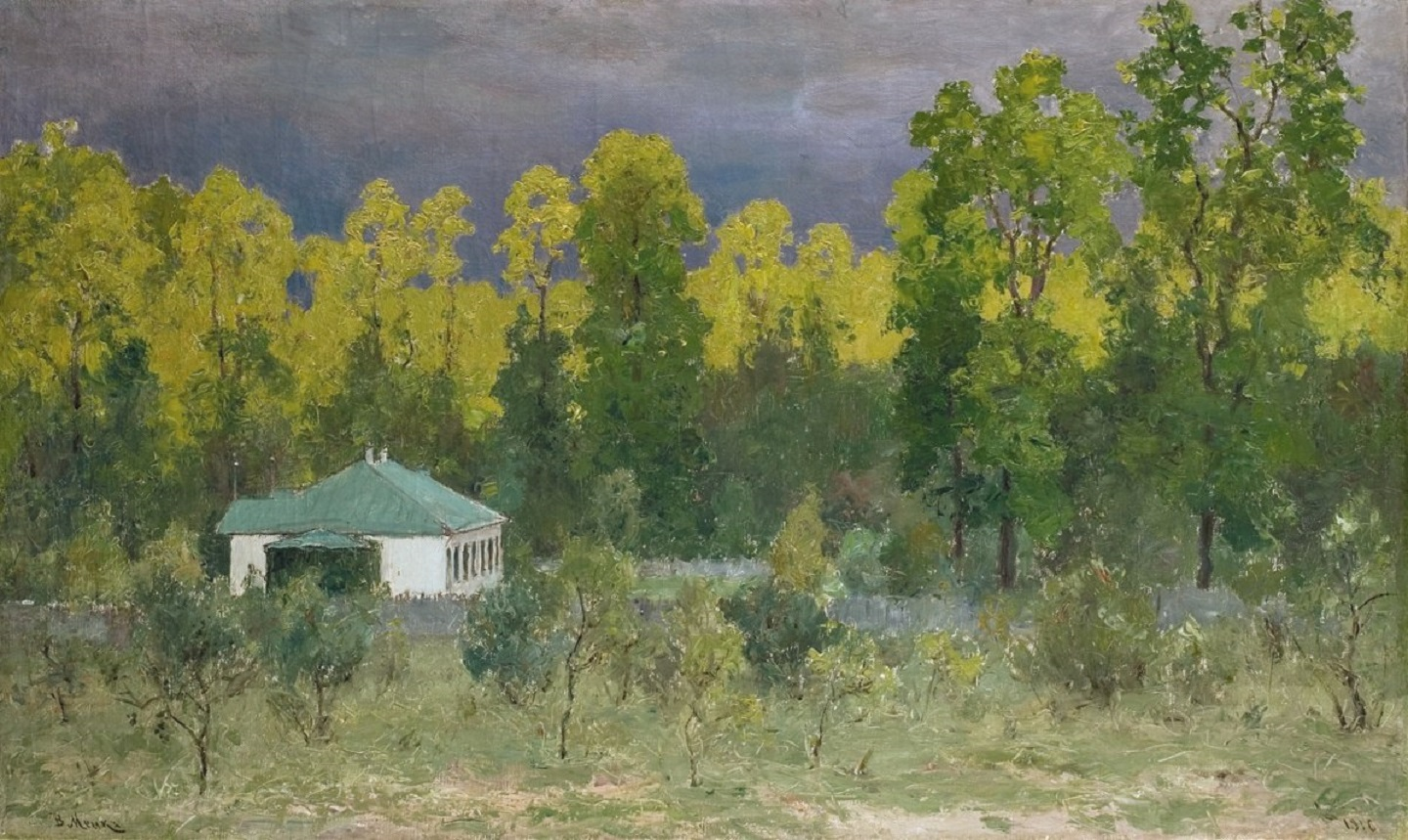
Лісовий пейзаж із будиночком
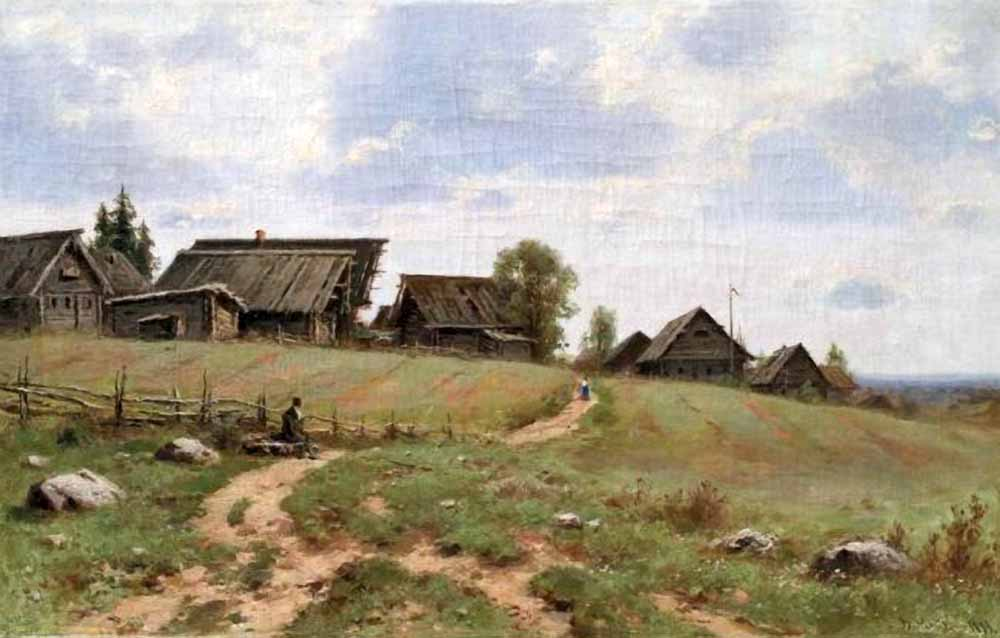
Околиця